# Hippomenella avicularis
Hippomenella avicularis är en mossdjursart som först beskrevs av Livingstone 1926.  Hippomenella avicularis ingår i släktet Hippomenella och familjen Escharinidae. Inga underarter finns listade i Catalogue of Life.